# 1954 w Wojsku Polskim
Kalendarium Wojska Polskiego 1954 – wydarzenia w Wojsku Polskim w roku 1954.
Stan etatowy Wojska Polskiego wynosił 322.578 żołnierzy, w tym w wojskach lądowych - 254.800 (79%), w wojskach lotniczych - 43.058 (13%) i w Marynarce Wojennej - 15.578 (4,8%).

## Styczeń
- dowódcy Śląskiego Okręgu Wojskowego zostały podporządkowane Wojskowe Zakłady Mechaniczne w Siemianowicach Śląskich[2]

1 stycznia
- stan etatowy Wojska Polskiego wynosił 382.691 żołnierzy, w tym w wojskach lądowych - 312.720 (81,7%), w wojskach lotniczych i obrony przeciwlotniczej obszaru kraju - 52.826 (13,8%) i w Marynarce Wojennej - 17.145 (4,5%); w jednostkach poza normą wojska liczba etatów wynosiła - 59.968 (15,6%)[3]
- na podstawie rozkazu Nr 00066/Org. Ministra Obrony Narodowej z dnia 3 listopada 1953 przemianowano okręgi wojskowe:

Okręg Wojskowy Nr I na Warszawski Okręg Wojskowy
Okręg Wojskowy Nr II na Pomorski Okręg Wojskowy
Okręg Wojskowy Nr IV na Śląski Okręg Wojskowy
- na podstawie zarządzenia Nr 105/MON Ministra Obrony Narodowej z dnia 24 grudnia 1953 zaczął obowiązywać nowy podział terytorialny okręgów wojskowych, wojskowych komend wojewódzkich i wojskowych komend rejonowych → Okręg wojskowy

5 stycznia
- minister obrony narodowej marszałek Polski Konstanty Rokossowski dokonał otwarcia 1. Centralnej Wystawy Racjonalizatorskiej Służby Tyłów Wojska Polskiego[5]

19 stycznia
- obowiązki szefa Sztabu Generalnego Wojska Polskiego objął generał broni Jerzy Bordziłowski[5]

## Luty
1 lutego
- Minister Obrony Narodowej wydał rozkaz Nr 08/Org. w sprawie przeformowania Zarządu XI Studiów i Doświadczeń Wojennych Sztabu Generalnego w Zarząd XI Wojskowo-Historyczny Sztabu Generalnego[6] → Wojskowy Instytut Historyczny

24 lutego
- na stanowisko dowódcy Centralnego Stanowiska Dowodzenia wyznaczony został pułkownik Henryk Aszkenazy

## Marzec
10–13 marca
- trwały obrady II Zjazdu Polskiej Zjednoczonej Partii Robotniczej[5]. Uchwalony przez II Zjazd Statut PZPR w pkt. 55 stwierdzał: „W jednostkach wojskowych organizacje partyjne działają na zasadach instrukcji Komitetu Centralnego. Pracą partyjną w wojsku kieruje Główny Zarząd Polityczny Wojska Polskiego działający na prawach Wydziału Komitetu Centralnego”.

28 marca
- zatwierdzono „Plan zamierzeń organizacyjnych na lata 1955-1956”[7]

## Kwiecień
29 kwietnia
- w Sztabie Generalnym Wojska Polskiego opracowano plan rozwoju Marynarki Wojennej[8]

## Maj
7 maja
- ukazał się rozkaz nr 23 ministra obrony narodowej w sprawie odznak dla absolwentów akademii wojskowych za granicą[5]

8 maja
- uchwała Prezydium Rządu nr 285/54 w sprawie Korpusu Kadetów im. gen. Karola Świerczewskiego[5]

11 maja
- wprowadzono "Wskazówki dla szeregowca i podoficera o sposobie zabezpieczenia przed bronią atomową"[8]

15 maja
- wszedł w życie dekret Rady Państwa z dnia 12 maja 1954 o odznaczeniu „Medal 10-lecia Polski Ludowej”[9]

20-22 maja
- 35 Pułk Lotnictwa Bombowego został przebazowany na lotnisko Modlin, pozostawiając na lotnisku w Przasnyszu ostatnie z posiadanych samolotów Pe-2 FT[10]

## Czerwiec
2 czerwca
- rozkazem nr 37 ministra obrony narodowej w lotnictwie wojskowym wprowadzono tytuły i odznaki „Załogi Wyborowej” i „Wzorowego Zwiadowcy Lotniczego”[10][11]

4–6 czerwca
- w Warszawie odbyła się spartakiada szkół oficerskich i wyższych uczelni Wojska Polskiego[5]

21 czerwca
- szef Sztabu Generalnego Wojska Polskiego generał broni Jerzy Bordziłowski został mianowany wiceministrem obrony narodowej

27 czerwca
- w Gdyni odbyła się defilada oddziałów marynarki wojennej. W uroczystościach wzięli udział: I sekretarz KC PZPR Bolesław Bierut, prezes Rady Ministrów Józef Cyrankiewicz, wiceprezes Rady Ministrów, minister obrony narodowej marszałek Polski Konstanty Rokossowski[5][10]

## Lipiec
w rejs na Morze Czarne wyruszył okręt szkolny „Zetempowiec”. 22 lipca okręt zawinął do portu w Sewastopolu
9 lipca
- minister obrony narodowej rozkazem nr 32 wprowadził odznaki specjalności lotniczych: pilota 3, 2 i 1 klasy, nawigatora 3, 2 i 1 klasy, technika lotniczego, mechanika lotniczego, strzelca radiotelegrafisty, strzelca pokładowego, instruktora spadochronowego, skoczka spadochronowego[5][11]

15 lipca
- minister obrony narodowej rozkazem nr 32 wprowadził ubiór galowy admirałów i oficerów zawodowych Marynarki Wojennej

23 lipca
- uchwała w sprawie budowy okrętów wojennych i zabezpieczenia ich dostaw w latach 1954-1960[8]
- Rząd PRL wyraził zgodę na udział przedstawicieli Polski w międzynarodowych komisjach kontroli i nadzoru nad wykonaniem rozejmu w Wietnamie, Laosie i Kambodży[5]

## Sierpień
pierwszy Zlot Racjonalizatorów Artylerii Wojska Polskiego
20 sierpnia
- z okazji Święta Lotnictwa w salach Muzeum Wojska Polskiego w Warszawie szef sztabu Wojsk Lotniczych generał brygady Wasilij Kadazanowicz otworzył wielką wystawę lotniczą pt. „Na straży polskiego nieba”[10][11]

25 sierpnia
- wszedł w życie dekret Rady Państwa z dnia 14 sierpnia 1954 o zaopatrzeniu inwalidów wojskowych i ich rodzin[12]

## Wrzesień
17 września
- w Wytwórni Sprzętu Komunikacyjnego w Mielcu zbudowano pierwszy samolot myśliwski Lim-2[10]

18 września
- Rada Państwa ratyfikowała konwencje o ochronie ofiar wojny, podpisane w Genewie dnia 12 sierpnia 1949[13] → Konwencje genewskie

## Październik
9 października
- Minister Obrony Narodowej nadał:

rozkazem Nr 53 Oficerskiej Szkole Artylerii w Toruniu imię Józefa Bema
rozkazem Nr 54 Oficerskiej Szkole Politycznej w Łodzi imię Ludwika Waryńskiego
12 października
- Zespół Pieśni i Tańca Wojska Polskiego został odznaczony Orderem Sztandaru Pracy II klasy[5]

22 października
- generał brygady Antoni Władyczański przestał pełnić obowiązki dowódcy Pomorskiego Okręgu Wojskowego

## Listopad
7 listopada
- do służby wszedł okręt hydrograficzny ORP „Bałtyk”

9 listopada(19)
- Minister Obrony Narodowej nadał:

rozkazem Nr 61 Oficerskiej Szkole Wojsk Inżynieryjnych we Wrocławiu imię generała Jakuba Jasińskiego
rozkazem Nr 54 Oficerskiej Szkole Wojsk Pancernych i Zmechanizowanych w Poznaniu imię Stefana Czarnieckiego

## Grudzień
1 grudnia
- na podstawie dyrektywy Nr 0053/Org. Ministra Obrony Narodowej z dnia 14 października 1954, na bazie Dowództwa Wojsk Lotniczych i Dowództwa Obrony Przeciwlotniczej Obrony Kraju sformowano Dowództwo Wojsk Lotniczych i Obrony Przeciwlotniczej Obszaru Kraju[14][15]

4 grudnia
- szef Głównego Zarządu Wyszkolenia Bojowego wydał zarządzenie w sprawie zasad organizacji i prowadzenia działań bojowych w warunkach stosowania broni atomowej[8]

31 grudnia
- na stanowisko dowódcy Pomorskiego Okręgu Wojskowego wyznaczony został generał dywizji Jan Rotkiewicz
- czasowe pełnienie obowiązków dowódcy Śląskiego Okręgu Wojskowego powierzone zostało generałowi brygady Ostapowi Stecy